# Movilidad dentaria
Movilidad dentaria es un signo clínico importante que puede reflejar el grado de destrucción periodontal, todos los dientes presentan un grado de desplazamiento fisiológico, pero cuando la movilidad dentaria supera el límite normal es signo de patología. En la actualidad la segunda enfermedad de mayor importancia en Estomatología es la Enfermedad periodontal de ahí la importancia de conocer los signos de dicha enfermedad; ya que generalmente es asintomática (no hay síntomas como dolor); los signos más frecuentes para reconocerdicha enfermedad son: cambio de coloración en las encías, mal olor, sangrado de la encía al cepillado y movilidad dentaria anormal. Ya que se menciona la movilidad dentaria, en la mayoría de los casos es fisiológica (natural) pero una vez que rebasa esos límites naturales podemos decir que se trata de un grado patológico, anormal o enfermo. El grado de movilidad dentaria que presenta un paciente es un dato importante para obtener un diagnóstico preciso y poder elaborar tratamientos integrales. 

## Introducción
La movilidad dentaria se observa mediante el desplazamiento del diente de forma objetiva, al utilizar dos instrumentos (suelen emplearse los extremos posteriores de los mangos de espejos intraorales), uno situado por vestibular y el otro por palatino del diente. Se realiza un esfuerzo para desplazar el diente en todas las direcciones.

## Concepto
La movilidad dentaria es un signo clínico importante que puede reflejar el grado de destrucción periodontal. Los dientes en general poseen un cierto grado fisiológico de desplazamiento, el cual cambia en los diferentes dientes y en distintos momento del día, es mayor por la mañana y decrece de modo progresivo. En la mañana se atribuye a la limitada oclusión dentaria que existe en el sueño y en el transcurso de día a la masticación y deglución reducen la movilidad al introducir los dientes en sus alveolos.
Los dientes de unirradiculares tienen mayor movilidad que los multiradicuares, el desplazamiento se realiza sobretdo de manera horizontal aunque también hay un grado axial mucho menor.

## Clasificación
La movilidad que supera el límite fisiológico recibe la denominación de patológica o anormal. Es patológica si excede los límites de los valores de la movilidad normal. Con frecuencia, se produce una movilidad anómala en sentido vestibulolingual.
El grado de movilidad se registra como:
- Grado 0. Sin movilidad
- Grado 1. Menos de 1 mm de movimiento horizontal
- Grado 2. Más de 1 mm de movimiento horizontal
- Grado 3. Más de 1mm de movimiento horizontal y hundimiento en el alveolo.

El aumento de movilidad indica una subluxación y una luxación lateral, con una fractura asociada al hueso alveolar. La ausencia total de movilidad puede señalar la presencia de una luxación intrusiva. Un diente puede anquilosarse (fusionarse con el hueso, también lo que se conoce como reabsorción con sustitución) después de semanas o meses de producirse el traumatismo. Cuando se evalúa la movilidad del diente, se debe tener cuidado de observar si es el diente el que se mueve, o bien la región circundante de la apófisis alveolar. Una movilidad amplia del diente podría indicar también una fractura radicular.